# Centre ressources autisme
Pour les articles homonymes, voir CRA.
Un centre ressources autisme (CRA) est en France une structure médico-sociale publique destinée aux personnes ayant un trouble du spectre de l'autisme (ou, suivant l'ancienne classification un trouble envahissant du développement), à leurs proches, et en relation avec les professionnels de santé et d'éducation et les organismes publics de l'État (handicap, éducation, formation, collectivités et administrations).

## Mission de service public
Les centres ressources autisme (CRA) sont définis par la loi 2002-2 du 2 janvier 2002 rénovant l'action sociale et médico-sociale. Leurs missions, développement et organisation sont précisés au Bulletin officiel du 14 avril 2005, Encart no 15, Politique de prise en charge des personnes atteintes d'autisme et de troubles envahissants du développement (TED). Ces structures sont soumises aux procédures des articles L. 313-1 à L. 313-9 du code de l’action sociale et des familles.

## Organisation
Les CRA sont organisés sur le plan régional. Ils s'appuient et sont intégrés dans des établissements comme les centres hospitaliers universitaires et centres hospitaliers régionaux, ou autres établissements qui regroupent les compétences, les plateaux techniques et les activités de recherche adaptées.
Le premier plan autisme 2005-2007 a donné lieu en 2009 à une rencontre nationale entre les MDPH, et les Centres de ressources autisme, afin de « concourir ensemble à une meilleure reconnaissance des handicaps résultant de troubles envahissants du développement (TED) et contribuer à répondre aux besoins spécifiques des personnes, enfants et adultes, qui en sont atteintes ».

### GNCRA
Depuis 2017, les différents CRA sont outillés, structurés et administrés par le Groupement national des centres ressources autisme (GNCRA), dont le site web officiel a ouvert en février 2019.

## Évaluation et suivi des personnes
Les principales missions d'un CRA sont :
- informer, conseiller, et orienter les personnes atteintes et leurs proches ;
- le diagnostic et l'évaluation pluri-disciplinaire des enfants et des adultes ; les bilans individuels établis évaluent une perspective de prise en charge ;
- le contact et l'information des professionnels ;
- développer un centre de documentation local.